# Àleu
|  | Per a altres significats, vegeu «Àleu (Arieja)». |

Segons la mitologia grega, Àleu (en grec antic Ἀλεός) va ser un rei de Tegea, fill d'Afidant i net d'Arcas.
Estava casat amb Neera, filla de Pereu, amb la que va tenir diversos fills. Àleu va obligar a la seva filla Auge a ser sacerdotessa d'Atena, ja que un oracle havia dit que un fill d'ella mataria els seus oncles. Però la noia va ser violada per Hèracles, quan aquest heroi va ser acollit a la seva cort, i en va néixer Tèlef. Tèlef i la seva mare van ser abandonats al mar pel rei. Una altra filla, Alcídice, es va casar amb Salmoneu, rei d'Èlida. Els fills d'Àleu, Cefeu i Amfidamant van ser argonautes. Quan Èpit va morir es va convertir en rei de tota l'Arcàdia, i en va fer de Tegea la capital. El va succeir un altre fill seu, Licurg, que també havia anat a l'expedició dels argonautes.